# La fida ninfa
Wierna nimfa – La fida ninfa (RV 714) – dramma per musica w trzech aktach, opera pastoralna skomponowana przez Antonia Vivaldiego do libretta Scipiona Maffei na inaugurację Teatro Filarmonico w Weronie.
Prapremiera opery miała miejsce 6 stycznia 1732 roku.

## Obsada
| Partia                      | Typ głosu      | Prapremiera, 6 stycznia 1732 |
| --------------------------- | -------------- | ---------------------------- |
| Oralt, pirat, władca Naksos | bas            | Francesco Venturini          |
| Licori, córka Narete        | sopran         | Giovanna Gasparini           |
| Elpina, córka Narete        | alt            | Gerolama Madonis             |
| Morasto                     | sopran-kastrat | Giuseppe Valentini           |
| Osmino                      | alt-kastrat    | Stefano Pasi                 |
| Narete, pasterz na Skyros   | tenor          | Ottavio Sinco                |
| Eol                         | bas            |                              |
| Junona                      | alt            |                              |

Dość dobrze znana jest jedna z jej arii: Alma oppressa (uciemiężona dusza).
Pierwszy raz wystawiona w Polsce (w wersji koncertowej) w ramach krakowskiego projektu Opera Rara 4 marca 2010 w Teatrze im. Juliusza Słowackiego. Zespół Ensemble Matheus poprowadził wówczas Jean-Christophe Spinosi.